# Holzappel

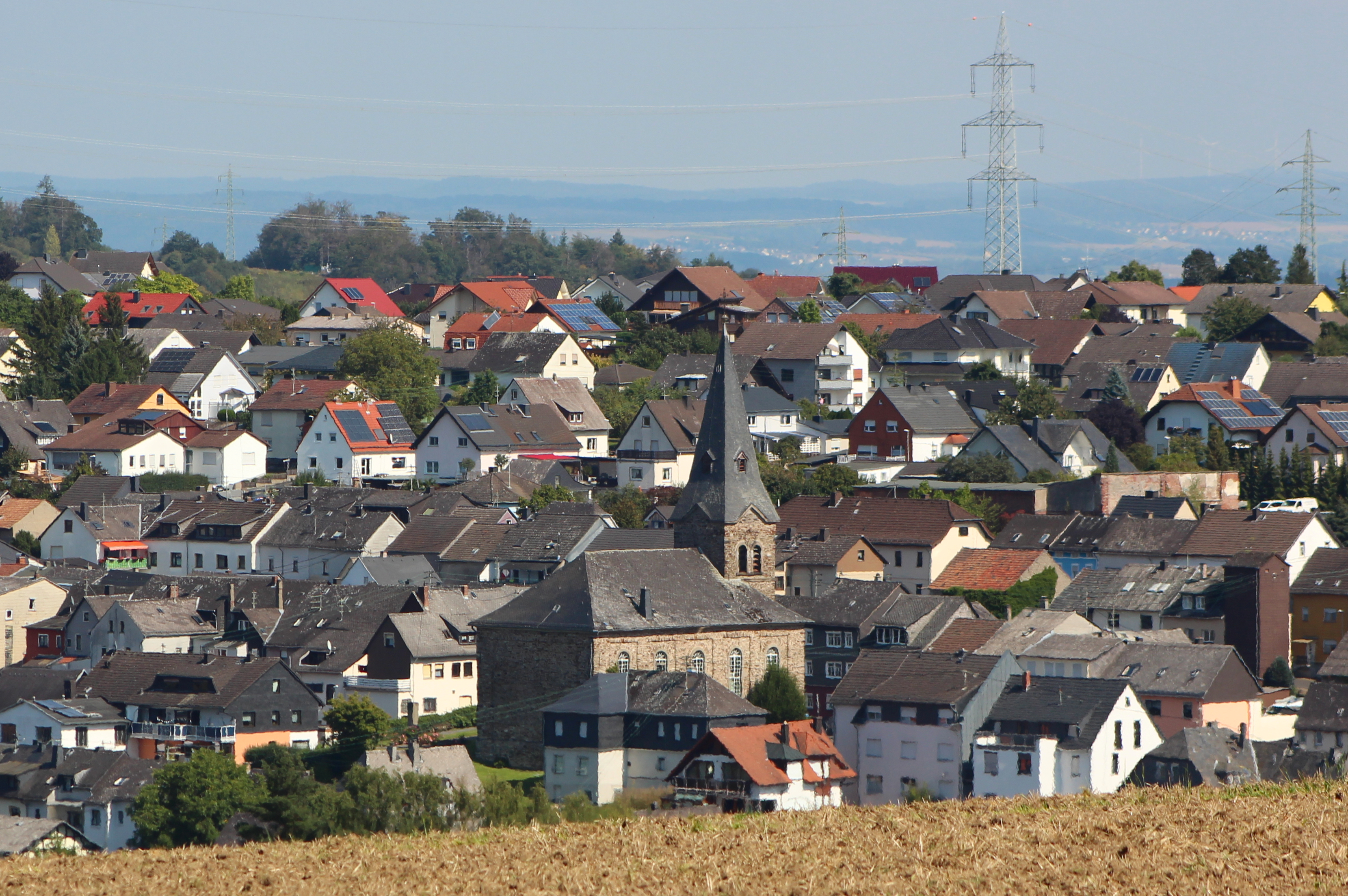
Ansicht von Holzappel

Holzappel ist eine Ortsgemeinde westlich von Limburg an der Lahn im Rhein-Lahn-Kreis in Rheinland-Pfalz. Sie gehört der Verbandsgemeinde Diez an. Holzappel (bis 1688 Esten) war einst Herrschaftssitz der Grafschaft Holzappel. Holzappel ist gemäß Landesplanung als Grundzentrum ausgewiesen.

## Geographie
Holzappel liegt in der Esterau 8 km westlich von Diez, 10 km südöstlich von Montabaur und 11 km westlich von Limburg an der Lahn. Die Gemarkung von Holzappel liegt im Naturpark Nassau.

## Geschichte
Holzappel geht auf die Grafschaft Holzappel zurück, die sich mit dem Erzbergbau in der Esterau (Grube Holzappel) stark entwickelte.
Erstmals wurde der Ort im Jahre 959 als Astine urkundlich erwähnt. Eine größere Bedeutung bekam er als Esten/Astine im Mittelalter, als er zum Verwaltungs- und Gerichtssitz für die umliegenden Orte wurde. Die Esterau (Praedia Astine) war dann eine kleine Grundherrschaft mit 12 Dörfern rund um das heutige Holzappel.
Graf Peter Melander von Holzappel, der während des Dreißigjährigen Krieges zum Feldmarschall des kaiserlichen Heeres in Deutschland aufgestiegen war, erwarb 1643 die Esterau. Kaiser Ferdinand III. erhob die kleine Herrschaft bald darauf zur „Freien Reichsunmittelbaren Grafschaft Holzappel“.
Nach seinem Tod in der Schlacht bei Zusmarshausen bei Augsburg (Mai 1648) wurde Graf Holzappel in der Fürstengruft („Melandergruft“) der evangelischen Johanneskirche des damaligen Dorfes Esten (des heutigen Holzappel) beigesetzt. Seine Witwe, Gräfin Agnes, erweiterte das Gebiet der Grafschaft 1656 durch den Erwerb von Schloss und Herrschaft Schaumburg bei Balduinstein. Ihre Tochter, Elisabeth Charlotte, erhob das Dorf Esten anno 1688 zur Stadt Holzappel und erlaubte Flüchtlingen aus Frankreich (Hugenotten und Waldensern), sich anzusiedeln. 1699 gegründete sie unweit von Holzappel das nach ihr benannte Waldenser-Dorf Charlottenberg.
Nach der Stadterhebung erlebte Holzappel, vor allem im 18. und 19. Jahrhundert, einen bedeutenden wirtschaftlichen Aufschwung durch Handel, Handwerk und den Bergbau. Dazu trug das ertragreiche Blei-, Silber- und Zink-Bergwerk („Grube Holzappel“) bei, das 1815 auch Johann Wolfgang von Goethe in die Mauern des Städtchens führte. Nach ihm ist das „Goethehaus“ am unteren Marktplatz benannt.
Ab 1806 war der Ort Teil des Herzogtums Nassau, das 1866 von Preußen annektiert wurde. Im Zuge der „Preußischen Kreisreform“ in der Provinz Hessen-Nassau verlor Holzappel 1885 seine Stadtrechte. Seit 1946 ist der Ort Teil des Landes Rheinland-Pfalz.
Die Einwohnerschaft entwickelte sich im 19. und 20. Jahrhundert wie folgt: 1843: 921 Einwohner, 1927: 771 Einwohner, 1964: 881 Einwohner.

## Religion
In Holzappel steht die römisch-katholischen Kirche St. Bonifatius. Sie ist ein Kirchort der Pfarrei St. Christophorus Diezer Land. Die Pfarrei gehört zum Bezirk Limburg im Bistum Limburg.
Auf evangelischer Seite ist der Ort der Kirchengemeinde Holzappel im Dekanat Nassauer Land in der Propstei Rheinhessen-Nassauer Land der Evangelischen Kirche in Hessen und Nassau (EKHN) zugehörig.

## Politik

### Gemeinderat
Der Gemeinderat in Holzappel besteht aus 16 Ratsmitgliedern, die bei der Kommunalwahl am 9. Juni 2024 in einer personalisierten Verhältniswahl gewählt wurden, und dem ehrenamtlichen Ortsbürgermeister als Vorsitzendem.
Die Sitzverteilung im Gemeinderat:
| Wahl | SPD | CDU | WGN * | Gesamt   |
| ---- | --- | --- | ----- | -------- |
| 2024 | –   | 3   | 13    | 16 Sitze |
| 2019 | 13  | 3   | –     | 16 Sitze |
| 2014 | 11  | 5   | –     | 16 Sitze |
| 2009 | 9   | 7   | –     | 16 Sitze |
| 2004 | 7   | 9   | –     | 16 Sitze |

### Bürgermeister
Ortsbürgermeister von Holzappel ist Harald Nöllge. Bei der Direktwahl am 26. Mai 2019 wurde er mit einem Stimmenanteil von 81,46 % und am 9. Juni 2024 als einziger Bewerber mit 84,5 % jeweils für fünf Jahre wiedergewählt.

### Wappen
| Wappen von Holzappel | Blasonierung: „Im Wappenfeld ein blau-bewehrten, roten Greif mit grün-gestieltem und gold-gekröntem Apfel in der rechten Kralle“ |
| Wappen von Holzappel | Wappenbegründung: Der Greif stammt aus dem Wappen der Adelsfamilie Melander, der gekrönte Apfel symbolisiert das Reich.          |

Das heutige Wappen wurde 1950 amtlich genehmigt, wird in dieser Form von der Gemeinde jedoch bereits seit der Stadterhebung im Jahre 1688 geführt. Das älteste Siegel der Ortschaft Esten datiert auf das Jahr 1533 und zeigt Johannes den Täufer mit einem Buch.

### Logo

Die Stadt nuntzt selbst ein Logo das stark an dem offiziellen Wappen angelehnt ist.

## Kultur und Sehenswürdigkeiten

### Museen
- Heimat- und Bergbau-Museum mit der Melandergruft im Rathaus Holzappel

### Bauwerke

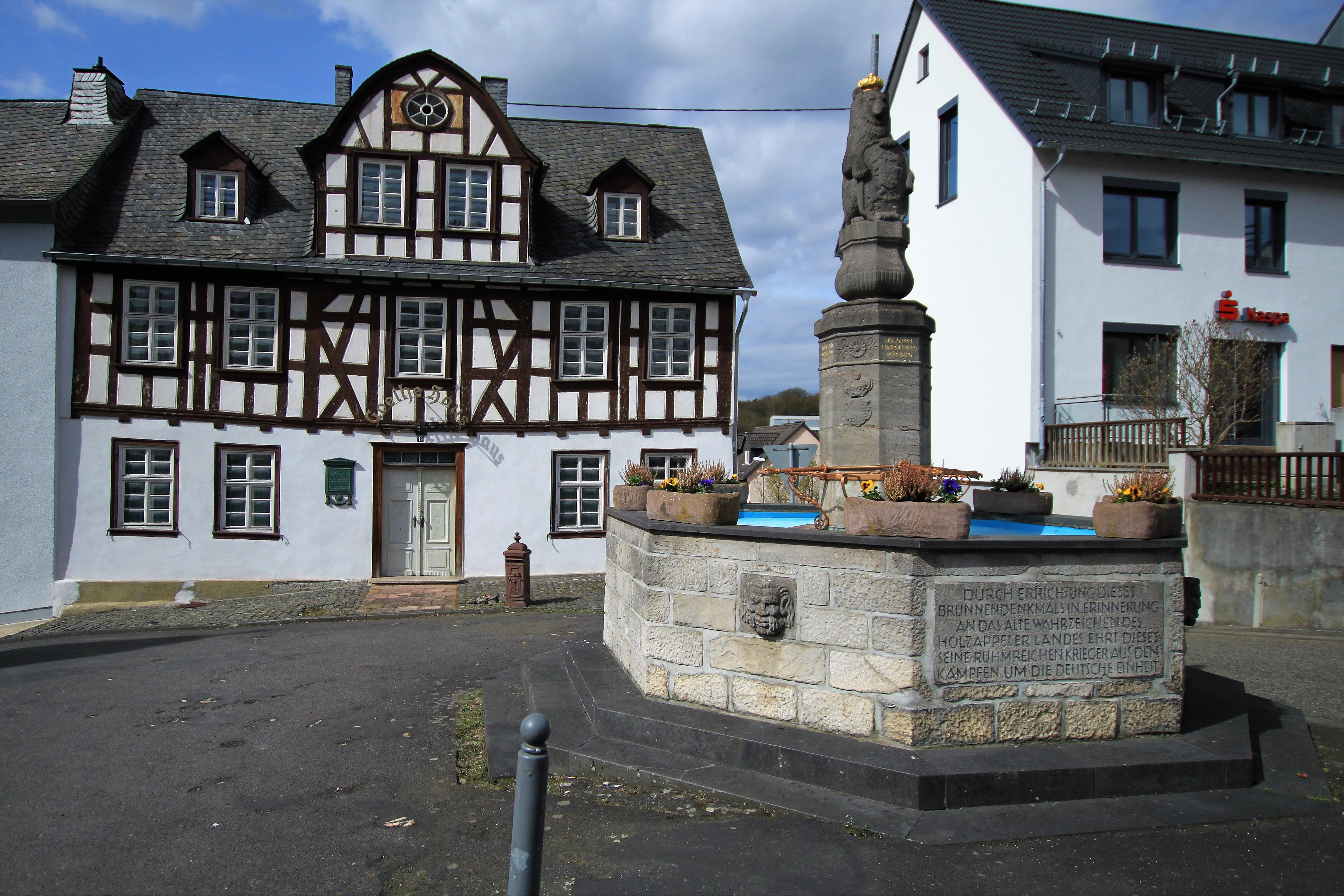
Der Bärenbrunnen

Das Goethehaus erinnert an den Besuch von Johann Wolfgang von Goethe am 23. Juli 1815 in Holzappel.
Der Bärenbrunnen wurde als „Heimat- und Kriegerdenkmal“ 1913 errichtet und am 19. Juli 1913 enthüllt, nachdem der ursprüngliche Holzappeler Bärenbrunnen aus dem Jahre 1734 baufällig geworden war. Dieser stand am oberen Marktplatz, die Rekonstruktion aus dem Jahre 1913 befindet sich am unteren Marktplatz. Der Bär steht für das Wappentier des Hauses Anhalt zu dessen Herrschaft die Grafschaft Holzappel durch die Hochzeit einer Enkelin des Grafen Peter Melander mit dem Fürsten Lebrecht von Anhalt gekommen war.
Die evangelische Johanneskirche wurde 1824 bis 1826 an Stelle eines Vorgängerbaus errichtet, von dem die Fürstengruft erhalten blieb. Die heutige Kirche ist vom Klassizismus geprägt. Der Vorraum wurde im Jahr 2000 vom Wiesbadener Bildhauer Wolf Spemann neu gestaltet.
Glasfenster für die Kirche schufen Rudolf und Otto Linnemann aus Frankfurt wie sich aus einem Werkverzeichnis aus dem Jahr 1906 ergibt.

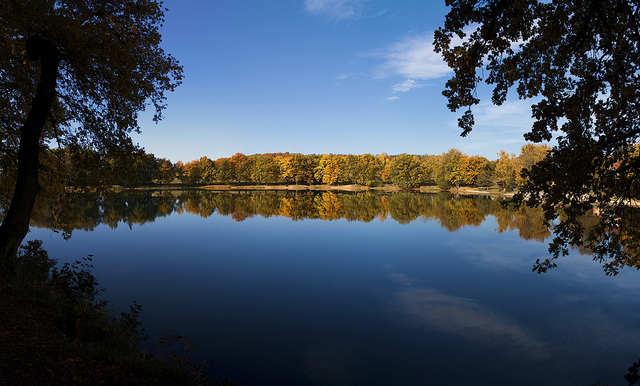
Herthasee

Siehe auch: Liste der Kulturdenkmäler in Holzappel

### Herthasee
Etwa 1 km nördlich der Ortschaft Holzappel in Richtung Horhausen unmittelbar an der B 417 liegt der Herthasee.

## Wirtschaft und Infrastruktur

### Verkehr
Holzappel liegt an der B 417, die hier mit der Lahn-Ferien-Straße identisch ist und im Südwesten nach Nassau führt. Im Westen führt sie nach Diez und Limburg an der Lahn. Die nächstgelegene Autobahnanschlussstelle ist Diez an der A 3.
Nächstgelegen Anschlussmöglichkeit an den Eisenbahnverkehr besteht am etwa drei Kilometer entfernt liegenden Bahnhof Laurenburg an der Lahntalbahn, die nächstgelegenen ICE-Fernbahnhöfe sind die Bahnhöfe Montabaur und Limburg Süd.
Holzappel ist mit den Buslinien 458, 540 und 579 im Verkehrsverbund Rhein-Mosel an den ÖPNV angeschlossen.

### Schulen
Esterau Grundschule

## Persönlichkeiten

### Söhne und Töchter der Gemeinde
- Hermann Loretz (1836–1917), Geologe und Paläontologe
- Ernst Schwarz (1904–1941), Politiker

### Persönlichkeiten, die vor Ort gewirkt haben
- Peter Melander von Holzappel (* 8. Februar 1589 in Niederhadamar; † 17. Mai 1648 in Augsburg), Feldherr im Dreißigjährigen Krieg und Begründer der Freien Reichsunmittelbaren Grafschaft Holzappel
- Elisabeth Charlotte von Nassau-Dillenburg-Schaumburg, Witwe von Graf Adolf von Nassau-Dillenburg, Tochter von Peter Melander